# Ashford (Kent)
Ashford é uma cidade e um distrito do condado de Kent, na Inglaterra. Seu mercado agrícola é um dos mais importantes do condado.